# Sonata for strykere
Sonata for strykere (Noors voor Sonate voor strijkers) is een compositie van Johan Kvandal. Kvandal schreef het in opdracht van de Noorse Cultuurraad, die toen dertig jaar bestond. Een goede bekende van Kvandal de altist Lars Anders Tomter gaf leiding aan een strijkorkest tijdens het Risørfestival op 8 december 1994.
De sonate bestaat uit twee delen :
1. Con moto agitato
2. Allegro

Er is een opname van bekend, verschenen op een klein platenlabel Intim Musik. Het kamerorkest uit Kristiansand speelde op dat album ook andere werken van Kvandal.